# Ingeborg Rasmussen
Ingeborg Rasmussen (født Uttenthal 19. oktober 1868 på Frederiksberg, død 3. oktober 1926 i Søborg i København) var en dansk skuespillerinde.
Hun debuterede den 14. september 1890. Senere var hun med forskellige teatertrupper og på Casino i København. Fra 1910 medvirkede hun i mere end 20 stumfilm.
Den 18. juni 1897 blev hun gift med filminstruktør Holger Rasmussen (1870-1926). Han døde i juni 1926. Kort efter døde hendes eneste søn også. Selv døde hun kort efter i dyb fattigdom.

## Filmografi
- Fabian paa Kærlighedsstien (ubekendt instruktør, 1910)
- Krybskyttens Søn (ubekendt instruktør, 1910)
- Lattermaskinen (ubekendt instruktør, 1910)
- Tyven (ubekendt instruktør, 1910)
- Landsbymusikantens Kærlighed (ubekendt instruktør, 1910)
- Skarpretterens Søn (som en dronning; ubekendt instruktør, 1910)
- Mads i Staden (ubekendt instruktør, 1910)
- Fødseldagsgaven (1910)
- Hittebarnet (som godsejerfrue; instruktør Holger Rasmussen, 1910)
- Et Julebrev (ubekendt instruktør, 1910)
- Den heldige Bananmand (ubekendt instruktør, 1910)
- Den hvide slavehandels sidste offer (som Ediths tante; instruktør August Blom, 1911)
- Den sorte Haand (som Den rige mands kone; ubekendt instruktør, 1911)
- De to Hjem paa Nørrebro (instruktør Holger Rasmussen, 1911)
- Nonnen fra Asminderød (som nonne; ubekendt instruktør, 1911)
- Eksplosionen i den store Kulgrube (instruktør Viggo Larsen, 1911)
- Hamlet (instruktør August Blom, 1911)
- Guldgossen (som Anna, skomakarens dotter; ubekendt instruktør, 1912) (Sverige)
- Sherlock Holmes i Bondefangerklør (ubekendt instruktør)
- Modermærket (ubekendt instruktør)
- Kärlekens offer (som Fru Berg; instruktør Poul Welander) (Sverige)
- Professorens Distraktion (ubekendt instruktør)
- Tankelæseren (ubekendt instruktør)
- Dirkens Mester (ubekendt instruktør)
- Medbejlerens Hævn (ubekendt instruktør)